# Sergio Gutiérrez Luna
 (signalé en juin 2025).
Si vous disposez d'ouvrages ou d'articles de référence ou si vous connaissez des sites web de qualité traitant du thème abordé ici, merci de compléter l'article en donnant les références utiles à sa vérifiabilité et en les liant à la section « Notes et références ».
- Archive Wikiwix
- Bing
- Cairn
- DuckDuckGo
- E. Universalis
- Gallica
- Google
- G. Books
- G. News
- G. Scholar
- Persée
- Qwant
- (zh) Baidu
- (ru) Yandex
- (wd) trouver des œuvres sur Wikidata

Sergio Carlos Gutiérrez Luna, né le 12 juillet 1976 à Minatitlán, Veracruz, est un avocat et homme politique mexicain. Membre du parti Morena depuis 2017, il a précédemment été affilié au Parti de la Révolution Démocratique (PRD) de 1989 à 2017.
Il est diplômé en droit de l'École Libre de Droit (Escuela Libre de Derecho) et détient une maîtrise en droit constitutionnel de la même institution[réf. nécessaire].
En 2018, Gutiérrez Luna a été élu député fédéral plurinominal au Congrès de l'Union. Il a occupé le poste de président de la Chambre des députés du 1er septembre 2021 au 31 août 2022, succédant à Dulce María Sauri Riancho et précédant Santiago Creel Miranda. Il a repris cette fonction le 8 octobre 2024, après le décès d'Ifigenia Martínez y Hernández.
En tant que président de la Chambre des députés, Gutiérrez Luna a joué un rôle clé dans les débats législatifs et a été impliqué dans des controverses, notamment en déposant une plainte contre des fonctionnaires de l'Institut National Électoral (INE) en 2021, ce qui a suscité des critiques concernant l'indépendance de l'INE.
En plus de ses fonctions législatives, il a été représentant du parti Morena auprès de l'INE, défendant les candidats du parti lors du processus électoral 2023-2024.